# Calle Trapería
La calle Trapería es el nombre de una tradicional y concurrida calle de Murcia (Región de Murcia, España).
Vía principal del casco antiguo que lo articula de norte a sur, comunica la plaza de Hernández Amores (conocida popularmente como plaza de la Cruz), en donde se encuentra la Catedral de Santa María, con la plaza de Santo Domingo.
A su valor como típica arteria comercial se une su interés turístico.

## Historia

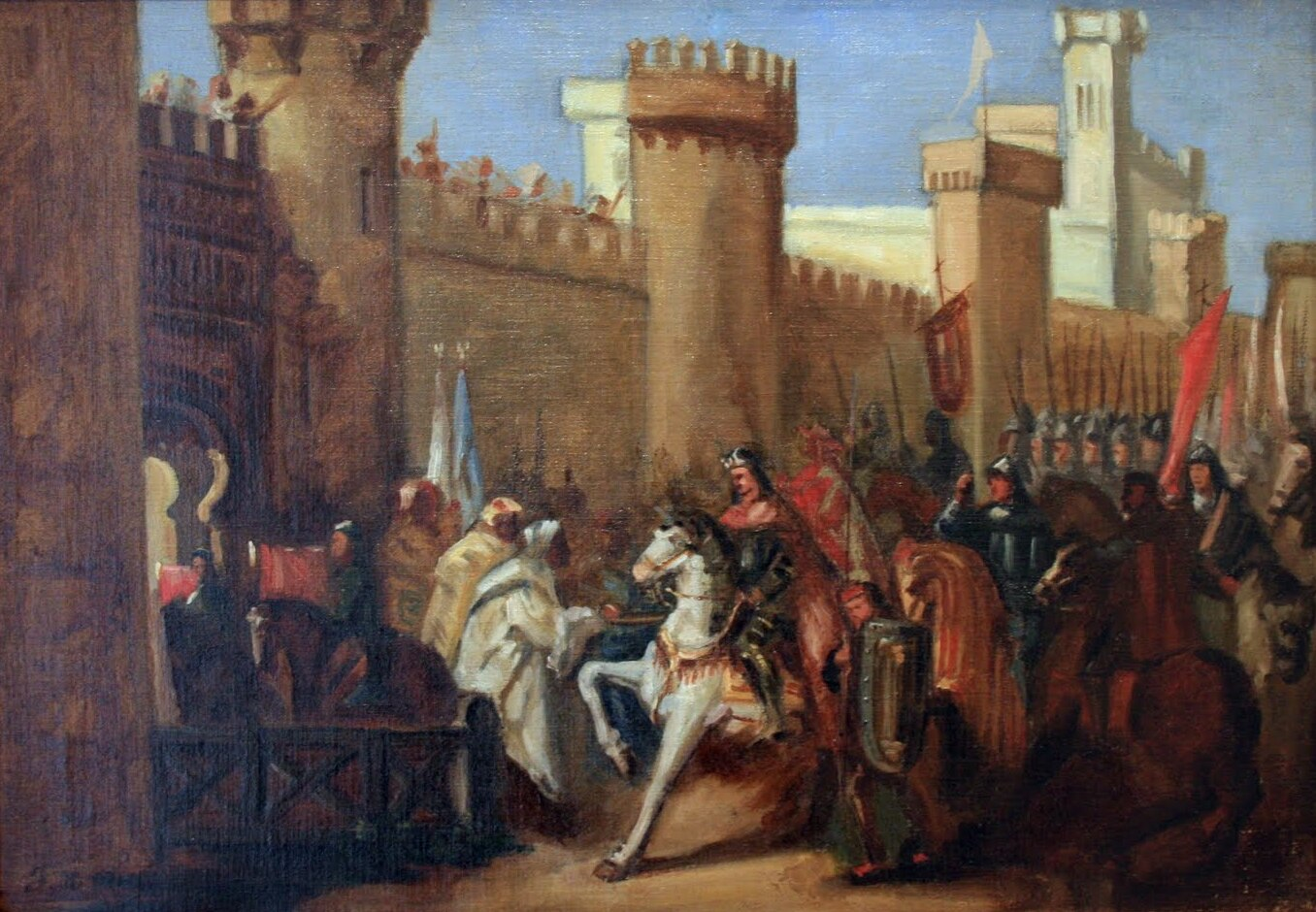
Pintura que representa la entrada de Jaime I en Murcia el 2 de febrero de 1266

Su origen se remonta a la conquista definitiva de la ciudad, acontecida en febrero de 1266 de la mano de Jaime I de Aragón. Al sofocar la rebelión de los mudéjares murcianos el monarca aragonés tomó una serie de medidas, entre ellas la de partir la medina y el arrabal de la Arrixaca en un eje norte-sur mediante un muro, tomando como referencia la mezquita
aljama, dejando para los cristianos la zona al este y para los musulmanes la del oeste. 
Sin embargo, se trataba de una solución que dio lugar a grandes problemas de convivencia entre ambas poblaciones, por lo que al poco tiempo, Alfonso X decretó que los cristianos quedaran dentro de la muralla de la medina y los musulmanes se trasladaran a los arrabales de la Arrixaca, derribándose el muro o barbacana.
La demolición del muro dio lugar en el interior de la medina a una calle relativamente amplia y rectilínea, diferente del tradicional entramado urbano islámico, a la que ya se menciona en documentos de 1267. 
En el siglo XIV numerosos mercaderes 
malteses, 
genoveses y catalanes se establecieron en sus inmediaciones. Tal vez por su relación con los viajes y largas distancias, en las cuatro esquinas (punto donde Trapería se cruza perpendicularmente con la Calle Platería) había un altar de piedra dedicado a San Cristóbal con una escultura de este santo, patrón de los transportes y viajeros, que subsistió hasta el siglo XIX.
Es por esto que la calle Trapería ya aparecía así denominada en el siglo XIV, momento en el que el cronista Ramón Muntaner la describe de la siguiente forma:

Si que en passà per mig de la ciutat un carrer que és ara un del bels carrer de la ciutat ne sia en neguna ciutat: que el dit carrer es gran e ample e comença del lloc en què os fa el mercat e dura entró a l'esglesia major de madona Santa Maria; e en aquel carrer és la Pelliceria, e els Cambis, e la Draperia

Desde la Edad Media su importancia la ha hecho testigo de procesiones de Semana Santa, Corpus, y demás celebraciones y desfiles. Durante el reinado de Isabel II la calle recibió la denominación de Príncipe Alfonso (en referencia al futuro Alfonso XII) y durante la II República la de Fermín Galán.

## Edificios de Interés

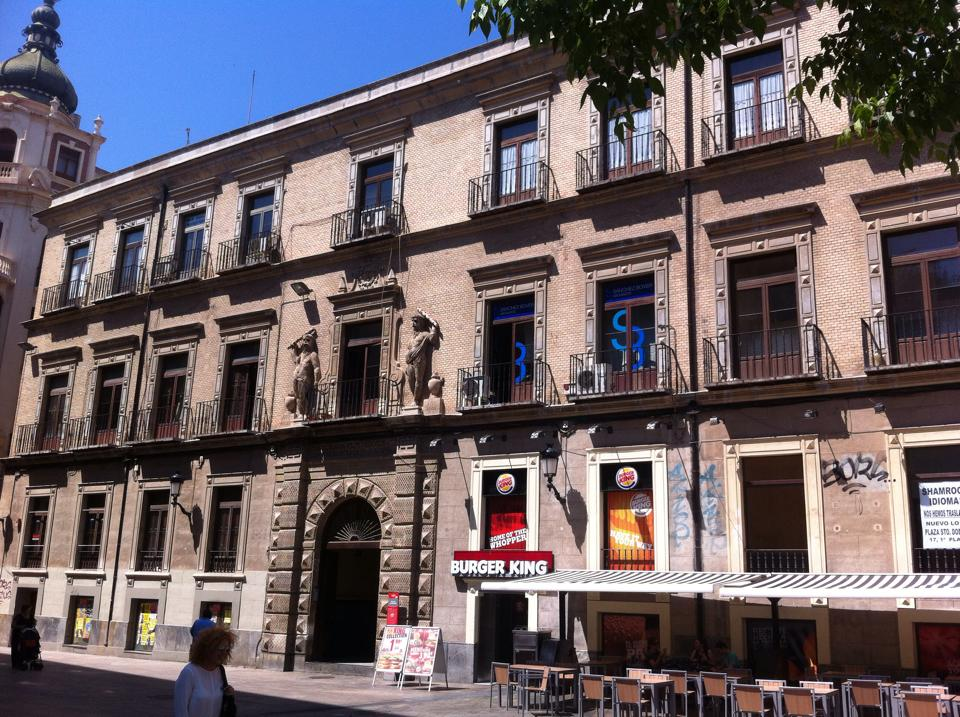
Palacio Almodóvar.

Al ser una de las principales vías de la ciudad, la Trapería ha contado y cuenta con varios imuebles de importancia, ya sea de la nobleza que se instaló en ella durante la Edad Moderna, o la burguesía durante los siglos XIX y XX. 
De los primeros habría que destacar edificios hoy desaparecidos como la llamada Casa de los Celdranes, inmueble plateresco que acogió al Círculo de Bellas Artes de Murcia entre 1902 y 1931 (cuya réplica se encuentra en el Pueblo español de Barcelona), o el palacio barroco-rococó de los Marqueses de Beniel (convertido en el Hotel Patrón desde mediados del XIX), perviviendo sin embargo el Palacio Almodóvar, edificio del siglo XVII, manierista, aunque reformado en 1908, sede del Gobierno Civil hasta 1950, en cuya portada se muestra el motivo heráldico de los salvajes.

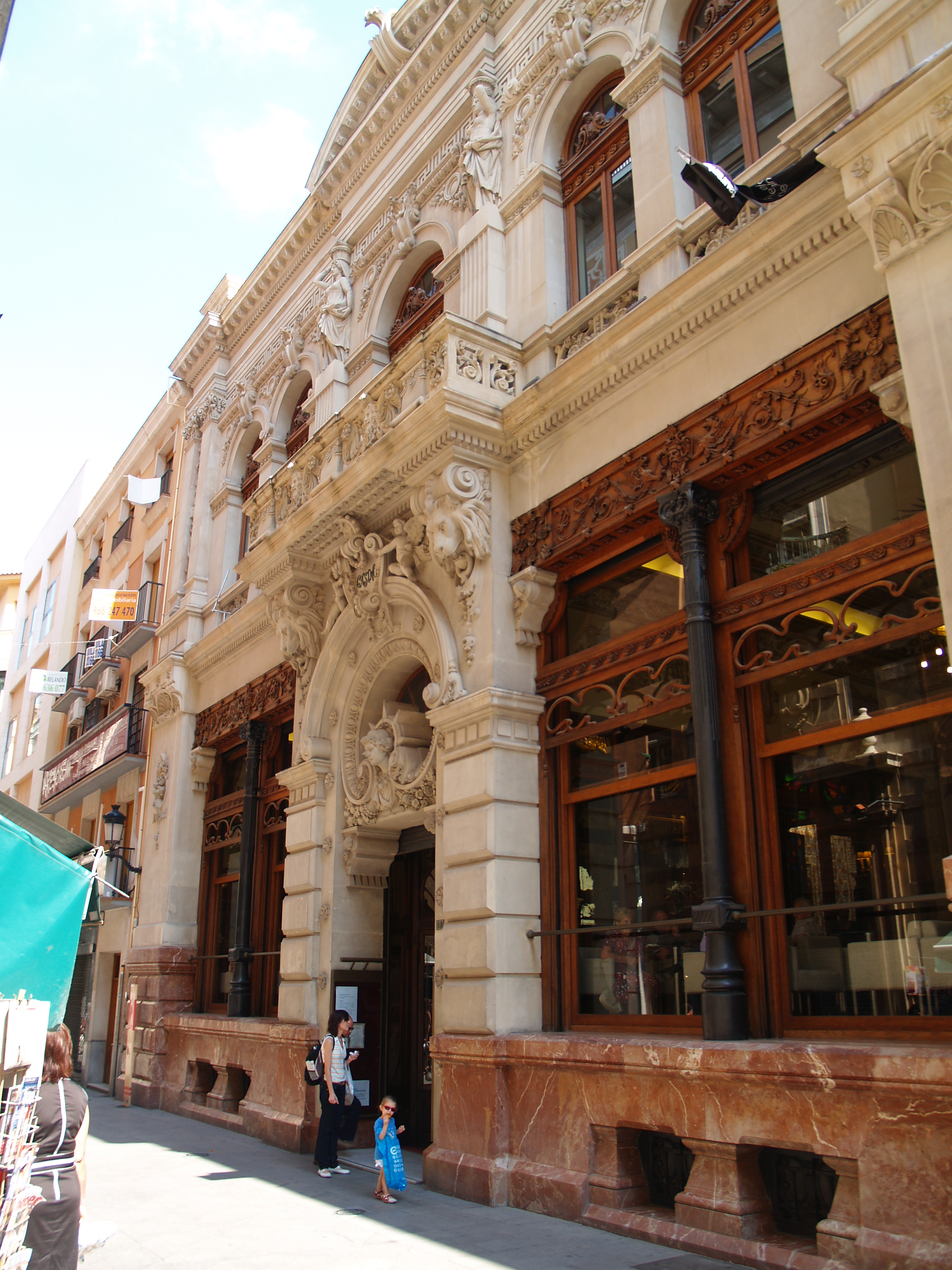
Fachada principal del Casino de Murcia en la Calle Trapería (1902).

De la época burguesa destaca fundamentalmente la fachada principal del Casino de Murcia. Esta asociación, fundada en 1847 en una calle cercana, tuvo como objetivo conseguir una salida a la Trapería al ser la más importante de la ciudad, consiguiéndolo a principios del siglo XX al adquirir los inmuebles dispuestos entre ambos. Edificios que fueron derribados para ampliar el Casino, concluyéndose la nueva fachada principal en 1902, obra del arquitecto Pedro Cerdán.
En las cuatro esquinas, en la confluencia con la calle San Cristóbal se encuentra la ecléctica casa Falcón, obra de Justo Millán, de principios del siglo XX. En la confluencia con la Platería se localiza el Edificio de la Alegría de la Huerta, obra del arquitecto José Antonio Rodríguez, edificado entre 1919 y 1921 con tintes modernistas y en cuyos bajos se situaron los grandes almacenes de igual nombre, primeros existentes en la ciudad. Junto a este inmueble, en el número 19 de la calle Trapería se sitúa otra edificación de J. A. Rodríguez (autor de la Casa Díaz-Cassou y la Casa Cerdá), construida en 1932 en el solar de la casa de los Celdranes, tras su derribo en 1931.

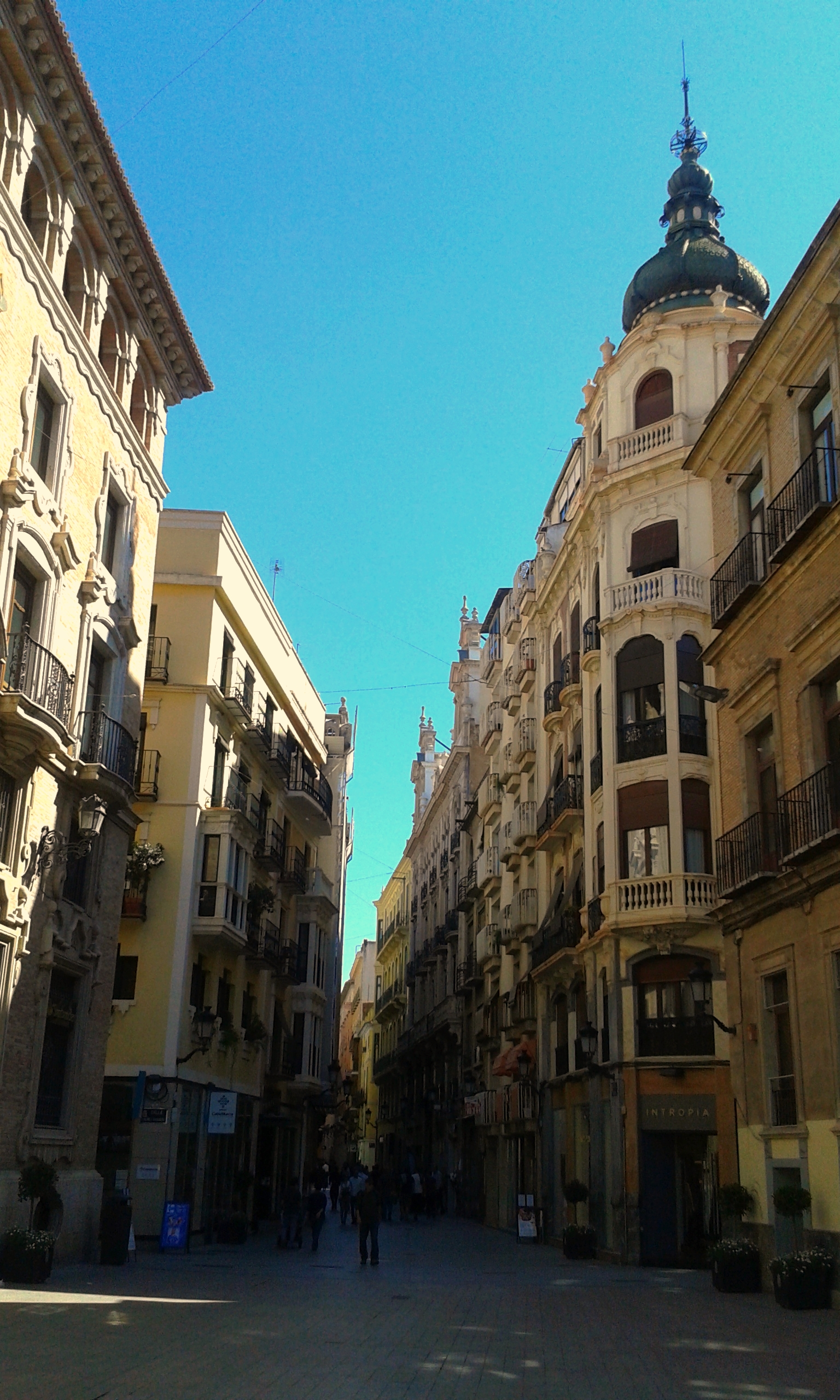
Calle de la Trapería hacia el sur con el edificio de la Sociedad de Cazadores (1927).

En la esquina de Trapería con Serrano Alcázar se encuentra el Edificio de la Sociedad de Cazadores, también de J. A. Rodríguez, realizado en 1927 con su característica cúpula verde.
Dentro de la arquitectura de vanguardia desarrollada a partir de la década de 1930, también se hace necesario destacar el Edificio de cinco plantas de la Calle Trapería del famoso arquitecto Pedro Muguruza (autor del Palacio de la Prensa de la Gran Vía de Madrid), construido en 1935 en una línea de regionalismo castizo en el solar del Hotel Patrón (derribado en 1930). Del racionalismo destaca la Casa de seis plantas de la Calle Trapería de José Luis de León y Díaz-Capilla (1934-1941).
Posterior es el edificio del Banco Central, concluido en 1949 en un estilo neobarroco.

## Galería

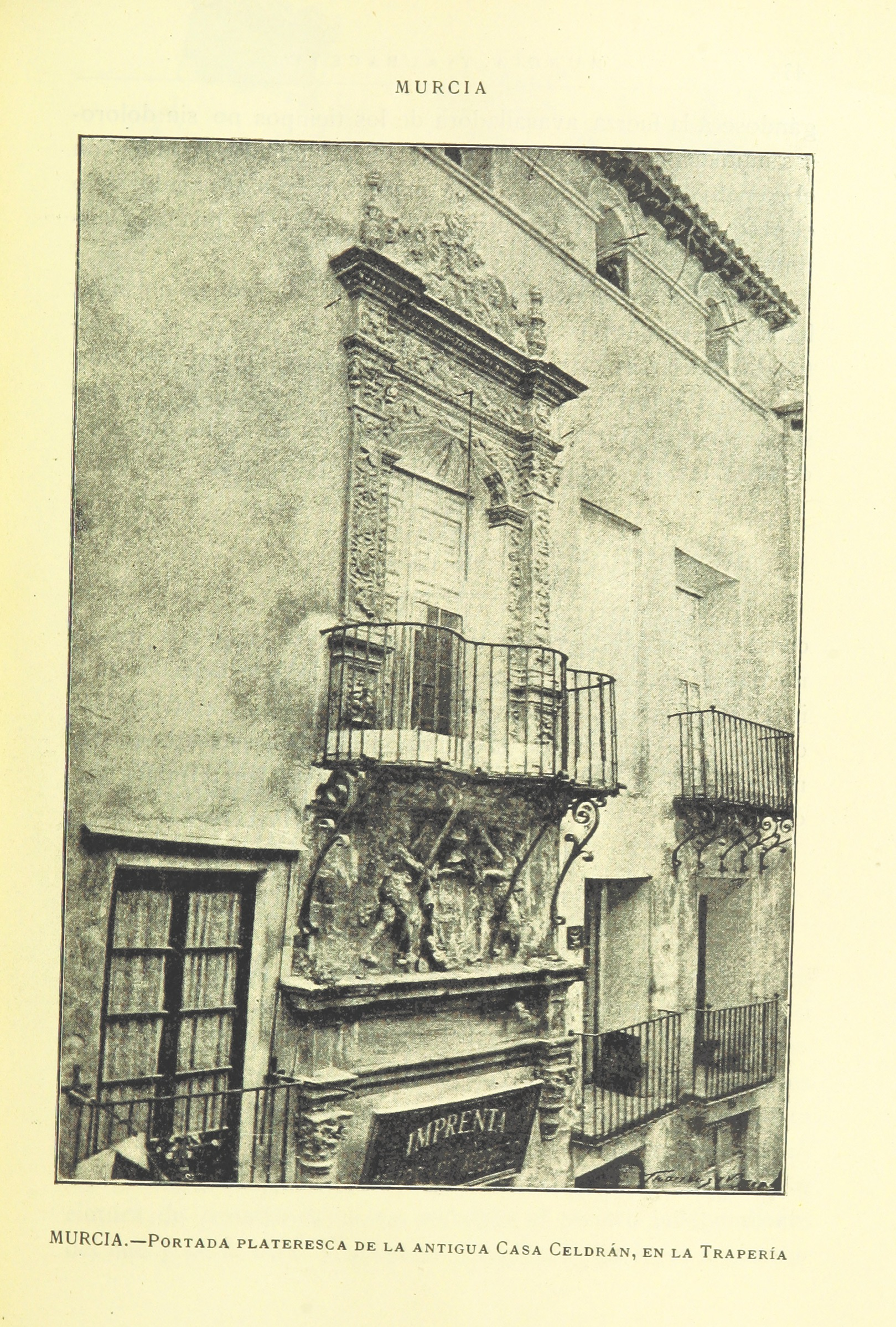
Casa de los Celdranes antes de su derribo
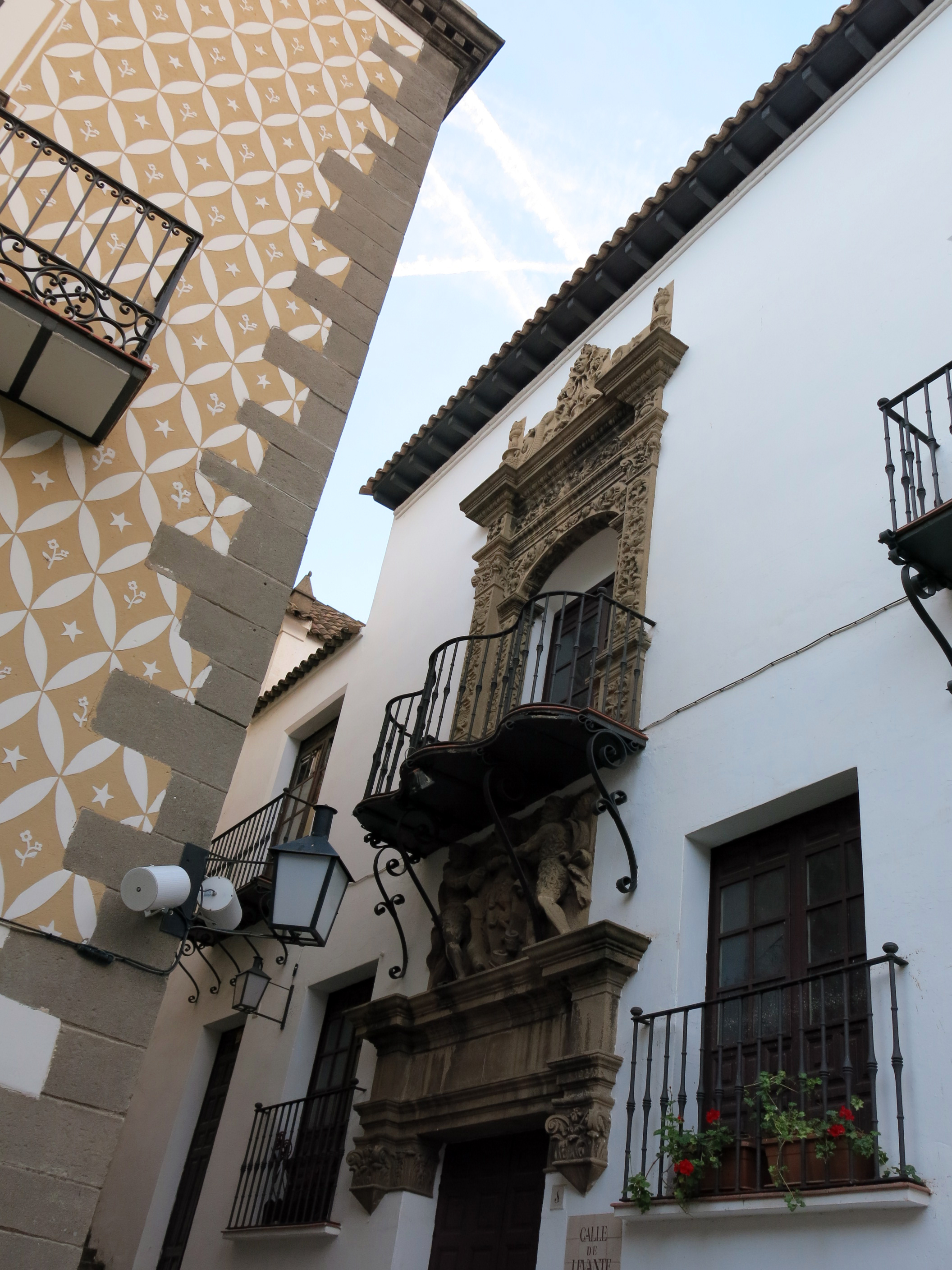
Réplica de la Casa de los Celdranes en el Pueblo español de Barcelona.
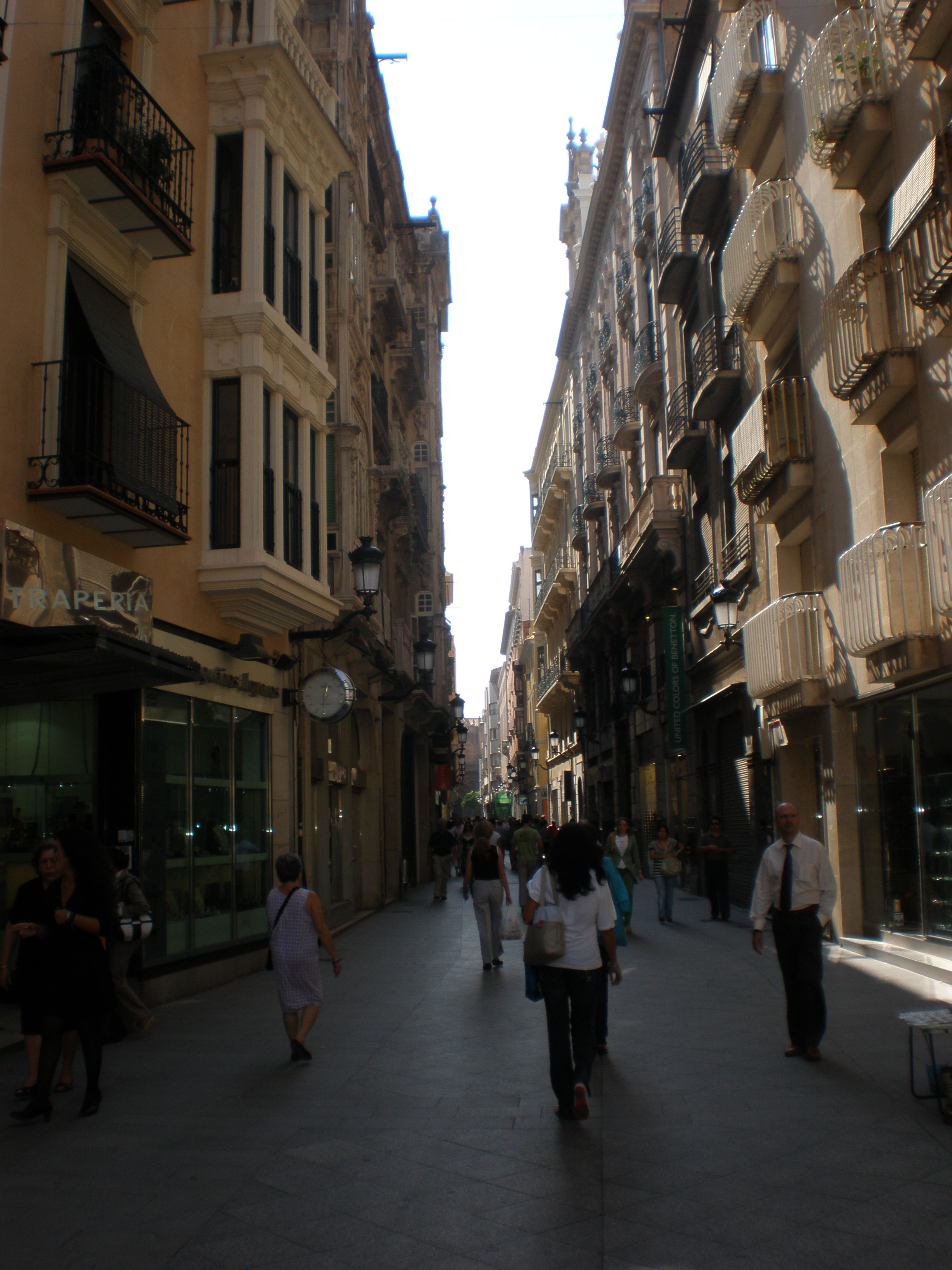
Imagen de la calle Trapería hacia el sur.
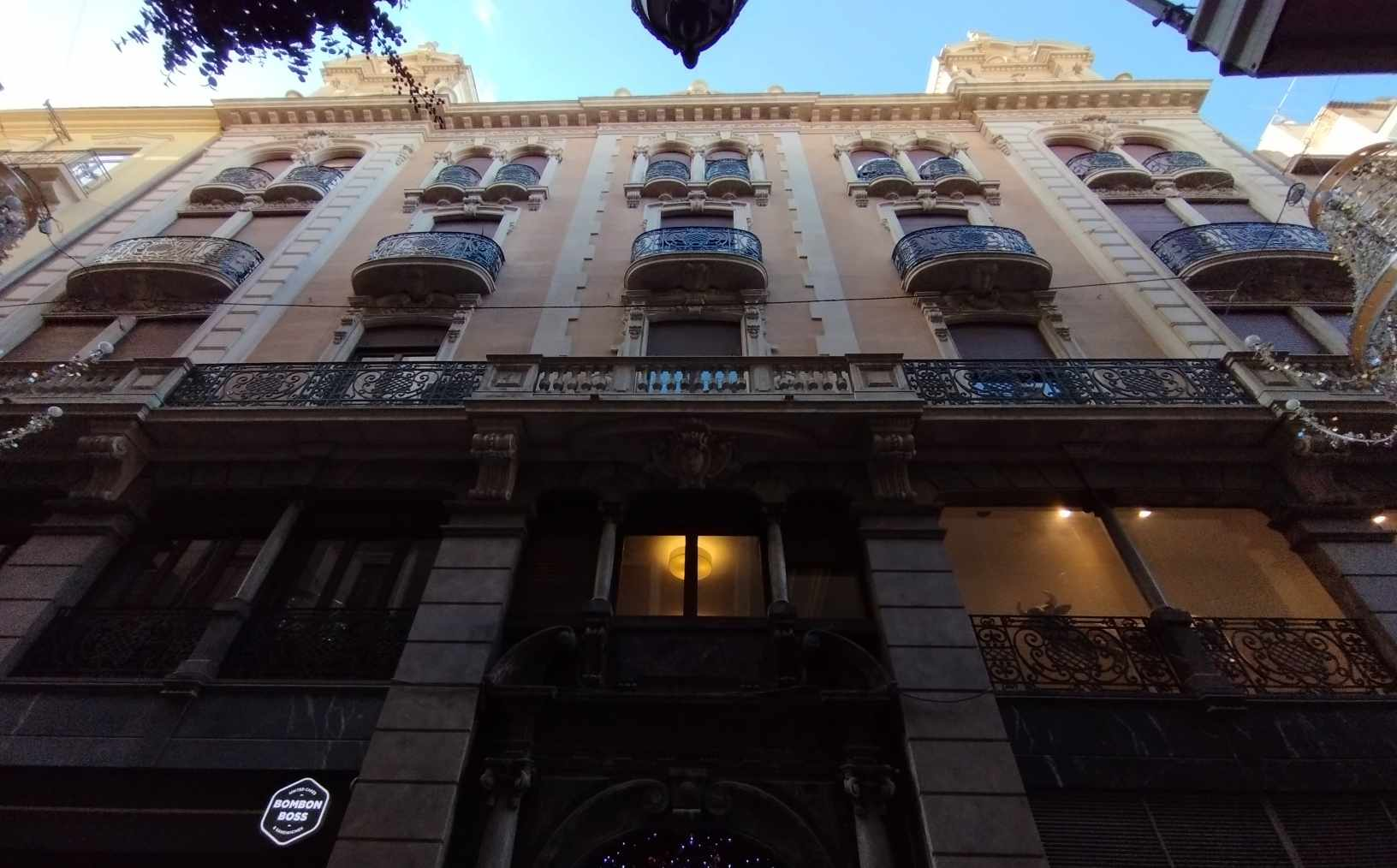
Número 19 de la calle Trapería, diseñado por José Antonio Rodríguez
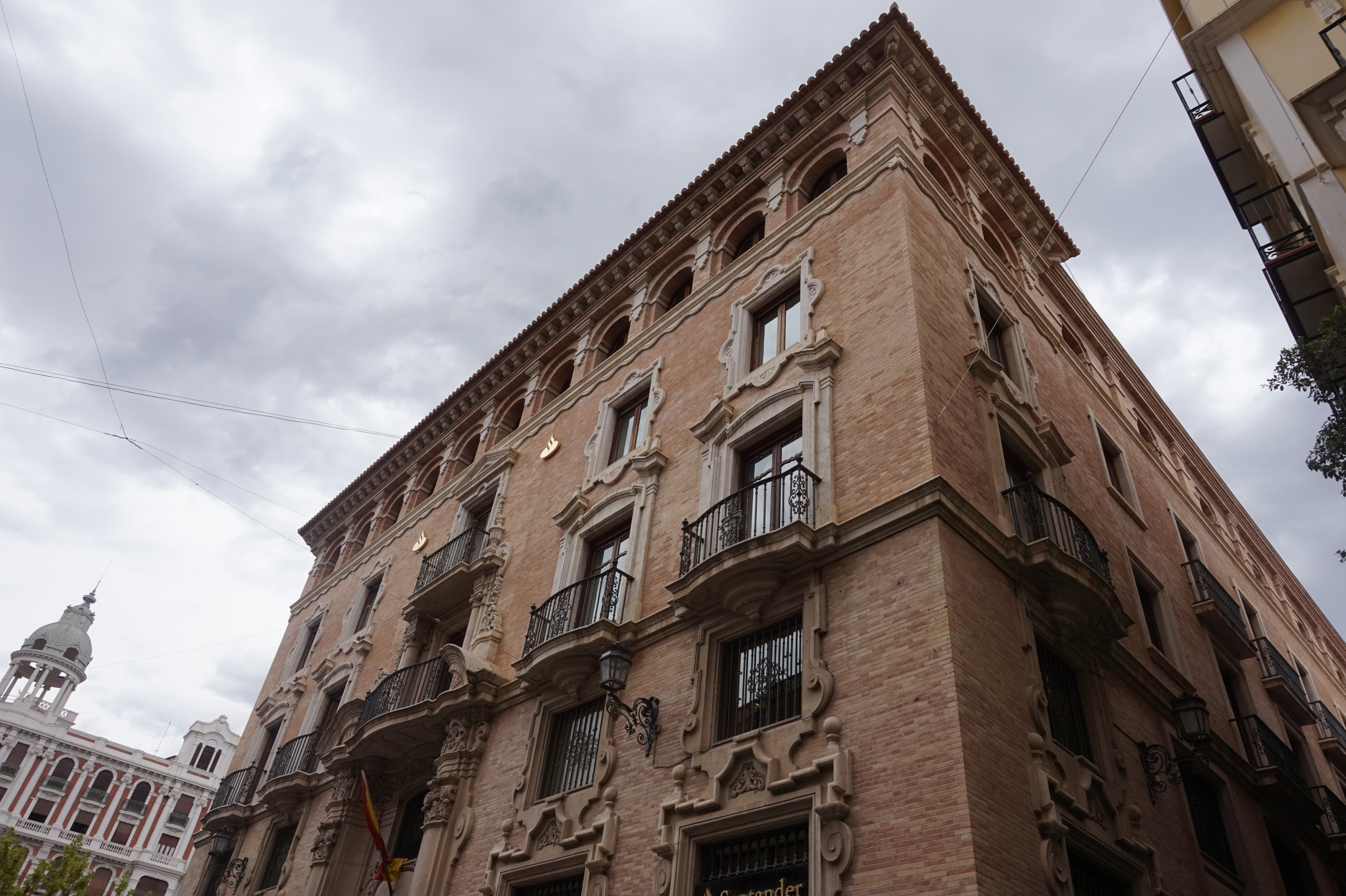
Edificio del Banco Central.